# All-path опуклість
Все-шлях опуклістю (з анг. All-path convexity) називають опуклий графовий простір, що породжений інтервальною функцією {\displaystyle I\colon V\times V\rightarrow 2^{V}},
що будь-якій парі різних вершин графа ставить у відповідність всі прості ланцюги між ними, тому будь-яка все-шлях опукла множина є геодетично та монофонічно опуклою.
Вперше представлена у роботі та пізніше проаналізована у праці
.

## Характеристики все-шлях опуклих множин
Характеристика з праці
«All-path convexity: combinatorial and complexity aspects»:
{\displaystyle S} є AP-опуклою тоді i тільки тоді, коли {\displaystyle S=V} , або для кожного зв’язної компоненти {\displaystyle G_{i}}, що {\displaystyle V(G_{i})\subset V(G-S)}, існує тільки одна сусідня вершина з {\displaystyle S}.
Також існує інша характеристики все-шлях опуклих множин, що пов'язує цю опуклість із графами блоків:
Множина {\displaystyle S} є все-шлях опуклою тоді і тільки тоді, коли {\displaystyle S} є блоком або зв'язним об'єднанням блоків.
Щоби сформулювати третій критерій AP-опуклих множин, введемо посилення одного класичного означення з метричної теорії графів.
А саме, нехай {\displaystyle A\subset V(G)} множина вершин у зв'язному графі {\displaystyle G} та {\displaystyle x\in V(G)}. Воротами для {\displaystyle x} у {\displaystyle A}
називається вершина {\displaystyle g\in A} така, що для кожної вершини {\displaystyle a\in A}, деякий найкоротший шлях від {\displaystyle x} до {\displaystyle a} містить {\displaystyle g} .
Якщо в попередньому означенні посилити умову до "будь-який найкоротший шлях від {\displaystyle x} до a містить {\displaystyle g} ", отримаємо означення сильних воріт для {\displaystyle x} у {\displaystyle A}.
Тоді третя характеристика є наступною:
Множина {\displaystyle S} є AP -опуклою тоді і тільки тоді, коли кожна вершина {\displaystyle x\in V(G)}  має сильні ворота в {\displaystyle S} .

## Властивості
- Опуклою геометрією все-шлях опуклості є дерево.
- Часова складність алгоритму визначення того чи множина {\displaystyle A} є все-шлях опуклою є лінійною відносно {\displaystyle |V(G)|+||E(G)||}.
- Часова складність знаходження опуклої оболонки множини {\displaystyle A} є лінійною відносно {\displaystyle |V(G)|+||E(G)||}.
- Часова складність знаходження {\displaystyle I(A)} є лінійною відносно {\displaystyle |V(G)|+||E(G)||}.